# Lord Chief Justice
Il Lord Chief Justice of England and Wales (Lord Giudice capo della Corte d'Inghilterra e del Galles) era, storicamente, il secondo magistrato nella gerarchia della magistratura d'Inghilterra e del Galles (Courts of England and Wales), dopo il Lord cancelliere, il ministro della Giustizia.

## Storia
Anche se la Court of the King's (o Queen's) Bench (Tribunale Superiore di Giustizia) esiste dal 1234, il titolo di Giudice capo (Chief justice) non è stato usato prima del 1268. La riforma costituzionale del 2005 (Constitutional Reform Act 2005), (legge di riforma costituzionale 2005), dopo aver tolto tutte le funzioni giurisdizionali al Lord Cancelliere, il Lord Chief Justice divenne capo della magistratura, del potere giudiziario di Inghilterra e Galles. Egli è anche presidente della divisione penale della (Court of Appeal) (Corte d'appello). Prima della riforma costituzionale entrasse in vigore, il Lord Chief Justice era anche al vertice del Queen's Bench Division della High Court (Corte Superiore di Giustizia). La carica di presidente della Corte Superiore di Giustizia è ora separata ed è attualmente detenuta da Sir Igor Judge.
Dopo la riforma costituzionale del 2005, il Lord Chief Justice è ora scelto da un comitato appositamente nominato, convocato dalla Judicial Appointments Commission.
Originariamente, ciascuno dei tre alti tribunali di common law - high common law courts -, (il King's Bench, la Court of Common Pleas, e la Court of the Exchequer), ha avuto il proprio Presidente (Chief Justice). Quello della Exchequer Court (Tribunale dello Scacchiere) è stato chiamato Lord Chief Baron of the Exchequer e quello della Court of Common Pleas semplicemente Chief Justice of the Court of Common Pleas, mentre il presidente del King's Bench fu chiamato Lord Chief Justice. La fusione delle tre corti nel 1875 ha creato un unico Lord Chief Justice of England.
C'è anche il Lord Chief Justice of Northern Ireland (Presidente dell'Alta Corte d'Irlanda del Nord). La posizione equivalente in Scozia è il Lord President of the Court of Session, che è anche Lord Justice-General della High Court of Justiciary, vale a dire, presidente del tribunale penale supremo in Scozia.
Attualmente, il Lord Chief Justice of England and Wales è Lord Igor Judge che è succeduto il 1º ottobre 2008 a Lord Philips of Worth Matravers, il primo Lord Chief Justice a capo del potere giudiziario, dopo che il ministro della giustizia, il Lord Cancelliere, è stato privato di tale funzione.

## Lista deiLords Chief Justicefino al 1875
Nota : fino al 1875, i Lord Chief Justice presiedevano anche il King's (o Queen's) Bench.
- Robert de Bruce, conte di Carrick (1268 – 6 novembre, 1269)
- Richard of Staines (6 novembre, 1269 – 1273)
- Martin of Littlebury (1273 – 1274)
- Ralph de Hengham (1274 – 1290)
- Gilbert de Thornton (1290 – 1296)
- Roger le Brabazon (1296 – marzo 1316)
- William Inge (marzo 1316 – 15 giugno, 1317)
- Sir Henry le Scrope (15 giugno, 1317 – settembre 1323)
- Sir Hervey de Staunton (settembre 1323 – 21 marzo, 1324)
- Sir Geoffrey le Scrope (21 marzo, 1324 – 1 maggio 1329)
- Sir Robert de Malberthorp (1 maggio 1329 – 28 ottobre, 1329)
- Sir Henry le Scrope (28 ottobre, 1329 – 19 dicembre, 1330)
- Sir Geoffrey le Scrope (19 dicembre, 1330 – 28 marzo, 1332)
- Sir Richard de Willoughby (28 marzo, 1332 – 20 settembre, 1332)
- Sir Geoffrey le Scrope (20 settembre, 1332 – 10 settembre, 1333)
- Sir Richard de Willoughby (10 settembre, 1333 – 1337)
- Sir Geoffrey le Scrope (1337 – ottobre 1338)
- Sir Richard de Willoughby (ottobre 1338 – 21 luglio, 1340)
- Sir Robert Parning (21 luglio, 1340 – 8 gennaio, 1341)
- Sir William Scott (8 gennaio, 1341 – 26 novembre, 1346)
- Sir William de Thorpe (26 novembre, 1346 – 26 ottobre, 1350)
- Sir William de Shareshull (26 ottobre, 1350 – 24 maggio, 1361)
- Sir Henry Green (24 maggio, 1361 – 29 ottobre, 1365)
- Sir John Knyvet (29 ottobre, 1365 – 15 luglio, 1372)
- Sir John de Cavendish (15 luglio, 1372 – 14 giugno, 1381; assassinato durante la Rivolta inglese dei contadini del 1381)
- Sir Robert Tresylian (22 giugno, 1381 – 31 gennaio, 1388)
- Sir Walter de Cloptone (31 gennaio, 1388 – 15 novembre, 1400)
- Sir William Gascoigne (15 novembre, 1400 – 29 marzo, 1413)
- Sir William Hankford (29 marzo, 1413 – 21 gennaio, 1424)
- Sir William Cheyne (21 gennaio, 1424 – 20 gennaio, 1439)
- Sir John Ivyn (20 gennaio, 1439 – 13 aprile, 1440)
- Sir John Hody (13 aprile, 1440 – 25 gennaio, 1442)
- Sir John Fortescue (25 gennaio, 1442 – 13 maggio, 1461)
- Sir John Markham (13 maggio, 1461 – 23 gennaio, 1469)
- Sir Thomas Billing (23 gennaio, 1469 – 7 maggio, 1481)
- Sir William Hussey (7 maggio, 1481 – 24 novembre, 1495)
- Sir John Fineux (24 novembre, 1495 – 23 gennaio, 1526)
- Sir John Fitz-James (23 gennaio, 1526 – 21 gennaio, 1539)
- Sir Edward Montagu (21 gennaio, 1539 – 9 novembre, 1545)
- Sir Richard Lyster (9 novembre, 1545 – 21 marzo, 1552)
- Sir Roger Cholmeley (21 marzo, 1552 – 4 ottobre, 1553)
- Sir Thomas Bromley (4 ottobre, 1553 – 11 giugno, 1555)
- Sir William Portman (11 giugno 1555 – 8 maggio 1557)
- Sir Edward Saunders (8 maggio, 1557 – 22 gennaio, 1559)
- Sir Robert Catlyn (22 gennaio, 1559 – 8 novembre, 1574)
- Sir Christopher Wray (8 novembre, 1574 – 2 giugno, 1592)
- Sir John Popham (2 giugno, 1592 – 25 giugno, 1607)
- Sir Thomas Fleming (25 giugno, 1607 – 25 ottobre, 1613)
- Sir Edward Coke (25 ottobre, 1613 – 16 novembre, 1616)
- Sir Henry Montagu, 1º conte di Manchester (16 novembre, 1616 – 29 gennaio, 1621)
- Sir James Ley (29 gennaio, 1621 – 26 gennaio, 1625)
- Sir Ranulph Crewe (26 gennaio, 1625 – 5 febbraio, 1627)
- Sir Nicholas Hyde (5 febbraio, 1627 – 24 ottobre, 1631)
- Sir Thomas Richardson (24 ottobre, 1631 – 4 febbraio, 1635; morto in carica)
- Sir John Brampston (14 aprile, 1635 – 31 ottobre, 1642)
- Sir Robert Heath (31 ottobre, 1642 – ottobre 1645)
- Sir Henry Rolle (12 ottobre, 1648 – 15 giugno, 1655)
- Sir John Glynne (15 giugno, 1655 – 17 gennaio, 1660)
- Sir Richard Newdigate (17 gennaio, 1660 – 1 ottobre, 1660)
- Sir Robert Foster (1 ottobre, 1660 – 19 ottobre, 1663)
- Sir Robert Hyde (19 ottobre, 1663 – 21 novembre, 1665)
- Sir John Kelynge (21 novembre, 1665 – 18 maggio, 1671)
- Sir Matthew Hale (18 maggio, 1671 – 12 aprile, 1676)
- Sir Richard Raynsford (12 aprile, 1676 – 31 maggio, 1678)
- Sir William Scroggs (31 maggio, 1678 – 11 aprile, 1681)
- Sir Francis Pemberton (11 aprile, 1681 – 28 settembre, 1683)
- Sir George Jeffreys (28 settembre, 1683 – 23 ottobre, 1685)
- Sir Edward Herbert (23 ottobre, 1685 – 22 aprile, 1687)
- Sir Robert Wright (22 aprile, 1687 – 17 aprile, 1689)
- Sir John Holt (17 aprile, 1689 – 11 marzo, 1710)
- Sir Thomas Parker, 1º conte di Macclesfield (11 marzo, 1710 – 15 maggio, 1718)
- Sir John Pratt (15 maggio, 1718 – 2 marzo, 1725)
- Sir Robert Raymond, 1º barone Raymond (2 marzo, 1725 – 31 ottobre, 1733)
- Sir Philip Yorke, 1º conte di Hardwicke (31 ottobre, 1733 – 8 giugno, 1737)
- Sir William Lee (8 giugno, 1737 – 2 maggio, 1754)
- Sir Dudley Ryder (2 maggio, 1754 – 8 novembre, 1756)
- Sir William Murray, 1º conte di Mansfield (8 novembre, 1756 – 4 giugno, 1788; cr. conte di Mansfield in 1776)
- Sir Lloyd Kenyon, I barone Kenyon (4 giugno, 1788 – 11 aprile, 1802)
- Sir Edward Law, I barone Ellenborough (11 aprile, 1802 – 2 novembre, 1818)
- Sir Charles Abbott, I barone Tenterden (2 novembre, 1818 – 4 novembre, 1832)
- Sir Thomas Denman, I barone Denman (4 novembre, 1832 – 5 marzo, 1850)
- Sir John Campbell, I barone Campbell de St Andrews (5 marzo, 1850 – 24 giugno, 1859)
- Sir Alexander Cockburn, XXII baronetto (24 giugno, 1859 – 1 novembre, 1875)

## Lord Chief Justices of England (successivamente England and Wales), dal 1875 ai giorni nostri
- Sir Alexander Cockburn, 12º baronetto (1 novembre 1875 – 20 novembre 1880; morto in carica)
- Sir John Coleridge, I barone Coleridge (29 novembre 1880 – 14 giugno 1894; morto in carica)
- Sir Charles Russell, barone Russell di Killowen (11 luglio 1894 – 10 agosto 1900; morto in carica)
- Sir Richard Webster, I visconte Alverstone (24 ottobre 1900 – 21 ottobre 1913)
- Sir Rufus Isaacs, I marchese di Reading (21 ottobre 1913 – 8 marzo 1921)
- Sir Alfred Lawrence, I barone Trevethin (15 aprile 1921 – 2 marzo 1922)
- Sir Gordon Hewart, I visconte Hewart (8 marzo 1922 – 12 ottobre 1940)
- Sir Thomas Inskip, I visconte Caldecote (14 ottobre 1940 – 23 gennaio 1946) (in precedenza Lord Chancellor)
- Sir Rayner Goddard, I barone Goddard (23 gennaio 1946 – 29 settembre 1958)
- Sir Hubert Parker, barone Parker di Waddington (29 settembre 1958 – 20 aprile 1971)
- Sir John Widgery, barone Widgery (20 aprile 1971 – 15 aprile 1980)
- Sir Geoffrey Lane, barone Lane (15 aprile 1980 – 27 aprile 1992)
- Sir Peter Taylor, barone Taylor di Gosforth (27 aprile 1992 – 4 giugno 1996)
- Sir Tom Bingham, barone Bingham di Cornhill (4 giugno 1996 – 6 giugno 2000)
- Sir Harry Woolf, barone Woolf (6 giugno 2000 – 30 settembre 2005)
- Sir Nicholas Phillips, barone Phillips di Worth Matravers (30 settembre 2005 – 1 ottobre 2008)
- Sir Igor Judge, barone Judge (1 ottobre 2008 – 30 settembre 2013)
- Sir John Thomas, barone Thomas di Cwmgiedd (1 ottobre 2013 – )